# Liste der Empfänger der Fidicin-Medaille
Der Verein für die Geschichte Berlins verleiht seit 1872 die Fidicin-Medaille für Förderung der Vereinszwecke. Mit der Auszeichnung werden „Persönlichkeiten des öffentlichen Lebens sowie Mitglieder, die sich um die Aufgaben des Vereins, insbesondere die Erforschung der Berliner Geschichte, verdient gemacht haben“ geehrt.

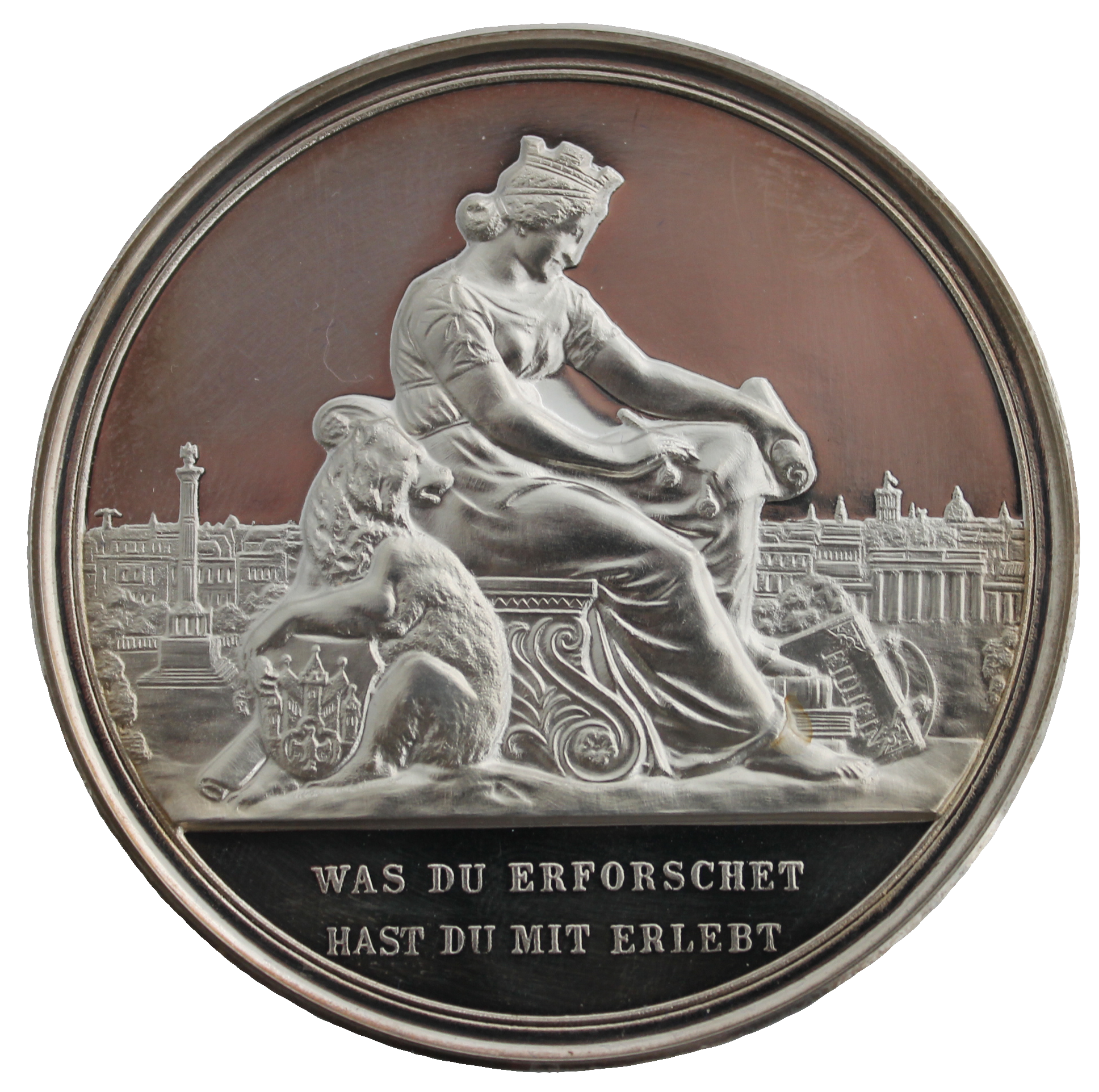
Fidicin-Medaille (Vorderseite)
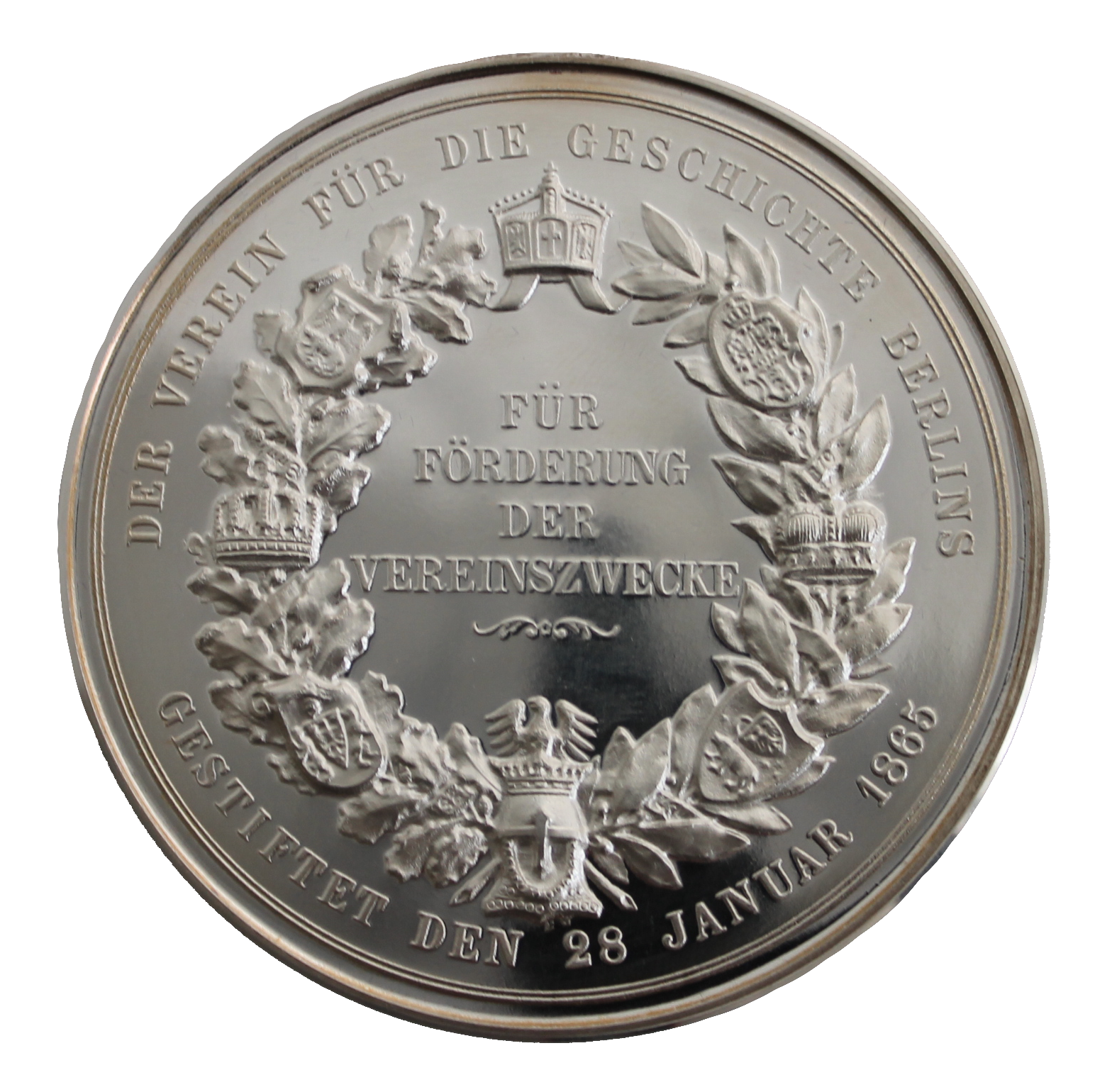
Fidicin-Medaille (Rückseite)

## Liste der Träger (chronologisch)
- 1872 Ernst Fidicin, Stadtarchivar
- 1882 Friedrich Brose, Geheim-Sekretär
- 1882 Ferdinand Meyer, Magistratssekretär
- 1882 Friedrich Budczies (1822–1891), Schulvorsteher, S
- 1882 Hugo Guiard (1845–1919), Rechnungsrat, S
- 1882 Friedrich Holtze (1855–1929), Kammergerichtsrat, S
- 1884 Ernst Friedel (1837–1918), Stadtrat, Gründer des Märk.Museums, S
- 1884 Maximilian Gritzner (1843–1902), Bibliothekar, S
- 1884 Karl Sachsse (1810–1891), Oberpostdirektor, S
- 1885 Richard Béringuier (1854–1916), Amtsgerichtsrat, S
- 1886 Hermann Vogt (1844–1888), Regierungs-Geometer, S
- 1886 Wilhelm Ritter ( −1903), Bankier, Lotterie-Obereinnehmer, S
- 1887 Karl Euler (1828–1901), Schulrat, S
- 1887 Georg Goldberger (1851–1902), Bankier, Belgischer Generalkonsul, S
- 1888 F. Albert Schwartz (1836–1906), Hofphotograph, S
- 1888 Heinrich Wagener (1832–1894), Lehrer, S
- 1889 Karl Bolle (1821–1909), Dr. med., Professor, Botaniker, S
- 1890 Waldemar Bonnell (1843–1915), Rektor S
- 1890 Adolf Matthias Hildebrandt (1844–1918), Professor, Heraldiker, S
- 1891 Michael Lock (1848–1898), Bildhauer, S
- 1891 Ernst Winterfeld (1857–1909 ), Bankangestellter, S
- 1892 Eduard Muret (1833–1904), Sprachforscher, Wörterbuch-Verfasser, S
- 1892 Peter Wallé (1845–1904), Architekt, S
- 1894 Alwin Wagner (1835–1917), Professor, S
- 1894 Richard Borrmann (1852–1931), Architekt, Professor, S
- 1894 Johannes Bolte (1858–1937), Professor, Philologe, B
- 1895 Bernhard Seiffert (1852–1918), Gymn.-Oberlehrer in Strausberg, B
- 1895 Bruno Reuter (1834–1898), Geheimer Archivrat, S
- 1897 Ferdinand Lindenberg ( −1909), Kaufmann, S
- 1897 Erich Marquardt (1848–1908), Textilkaufmann, B
- 1897 Franz Weinitz (1855–1930), Professor, Kunsthistoriker, B
- 1897 Otto Tschirch (1858–1941), Oberlehrer, B
- 1897 Ernst Riedel, Kaufmann in Brandenburg/Havel, B
- 1897 Wenzel, Major in Küstrin, B
- 1898 Hans Brendicke (1850–1925), Schriftsteller, B
- 1899 Hans Brendicke (1850–1925), Schriftsteller, S
- 1900 Georg Voß (1854–1932), Professor, Kunsthistoriker, S
- 1901 Erich Marquardt (1848–1908), Textilkaufmann, S
- 1901 Ludwig Metzel, Kammergerichtsrat, S
- 1901 Felix Schreiber, Oberlehrer in Rossleben, B
- 1902 Friedrich Krüner (1853–1928), Professor, S
- 1902 Alexander Meyer-Cohn (1853–1904), Bankier, S
- 1902 Ernst Bardey (1856–1914), Gymnasialoberlehrer (Prof.), B
- 1902 Oskar Suder (1864–1927), Rechnungsrat, B
- 1903 Paul Clauswitz (1839–1927), Stadtarchivar, S
- 1903 Erich Priemer ( −1932), Bankbeamter, B
- 1903 Erich Guiard ( −1917), cand. phil., B
- 1904 Friedrich Karl Heise ( −1905), Kaufmann, B
- 1905 Georg Barlösius (1864–1908), Kunstmaler, B
- 1905 Friedrich Wilhelm Georg Büxenstein ( 1857–1924), Druckereibesitzer, B
- 1905 Rudolf Damköhler ( −1921), Buchhändler, B
- 1905 August Hinze, Lehrer in Lehnin, B
- 1905 Martin Oldenbourg Verlagsbuchhändler, B
- 1905 Max Schultze (1854− ), Weinhändler, B
- 1906 Louis Noel (1855–1933), Oberst, B
- 1906 Oskar Suder ( 1864–1927), Rechnungsrat, S
- 1906 Otto Tschirch (1858–1941), Stadtarchivar Brandenburg/Stadt, S
- 1907 Otto Mönch ( −1921), Kaufmann, B
- 1907 Paul Rösner ( −1918), Bankier und Lotterie-Einnehmer, B
- 1907 Rüdiger von Schoeler (1855–1909), Major, B
- 1908 Otto Rosenthal (1829–1919), Hofjuwelier, B
- 1908 Georg Beermann (1855–1917), Kommerzienrat, B+S
- 1908 Julius Lazarus (1858–1916), Schriftsteller, B
- 1908 Louis Noel (1855–1933), Oberst, S
- 1908 Max Schultze (1854– ), Weinhändler, S
- 1909 Rüdiger von Schoeler (1855–1909), Major, S
- 1909 Paul Kahle ( –1911), Konsul a. D.,Kaufmann, B
- 1909 Gustav Ahrens ( –1912), Buchdruckereibesitzer, B
- 1911 Otto Mönch ( –1921), Kaufmann, S
- 1911 Martin Oldenbourg Buchdruckereibesitzer, S
- 1911 Charles Otto Bouillon ( −1918), Kunstantiquar, B
- 1911 Fritz Dopp (1872–1943), Ingenieur, Waagenfabrikbesitzer, B
- 1911 Gustav Lenzewski (1857–1928), Musikdirektor, B
- 1911 Emil von Siefart (1858–1929), Oberst, B
- 1911 Hermann Busse (1846–1920), Seifensiedermeister, Archäologe, B
- 1911 Otto Rosenthal (1829–1919), Hofjuwelier, S
- 1911 Rudolf Schreiber (1849–1935), Polizeihauptmann a. D., B
- 1912 Hermann Busse (1846–1920), Seifensiedermeister, Archäologe, S
- 1912 Ludwig Schultz Magistratsrat, B
- 1912 Karl Mönch ( –1925), Prokurist Firma Schering, B
- 1912 Rud. Albert Schwartz (1864–1920), Hofphotograph, B
- 1913 Ernst Gohlicke (1855–1920), Stadtverordneter, B
- 1913 Karl Koch ( −1925), Stadtamtmann B
- 1913 Siegmund Salinger (1841–1918), Stadtverordneter, Kaufmann, B
- 1913 Ernst Schaffert (1857–1930), Bankier, B
- 1913 Emil von Siefart (1858–1929), Oberst, S
- 1913 Richard Wolff, Staatsarchivar, B
- 1916 Ernst Schaffert (1857–1930), Bankier, S
- 1918 Rudolf Schreiber (1839–1935), Polizeihauptmann a. D., S
- 1918 Karl Mönch ( −1925), Prokurist Firma Schering, S
- 1918 Paul Roesner ( −1918), Bankier und Lotterie-Einnehmer, S
- 1918 Bernhard Hoeft (1864–1945), Rektor, B
- 1918 Carl Weibrecht ( −1918), Kaufmann, B
- 1926 Fritz Wege (1862–1953), Stadtrat, B
- 1926 Hans Martin (1883− ), Gartenarchitekt, B
- 1926 Wilhelm Kleemann (1869–1969), Bankdirektor, B
- 1926 Hilmar Golf, Rentier, B
- 1926 Ernst Frensdorff (1857–1932), Verlagsbuchhändler, B
- 1926 Friedrich Beltzing ( −1934), Geheimer Justizrat, B
- 1927 Ernst Frensdorff (1857–1932), Verlagsbuchhändler, S
- 1927 Hans Kania (1878–1947), Professor und Potsdam-Historiker, B
- 1927 Willibald Meyer (1873–1940), Architekt, B
- 1927 Johannes Loos (1871–1950), Lehrer, B
- 1929 Rudolf Blanckertz (1862–1935), Fabrikant, B
- 1929 Hermann Dobenzig ( −1932), Rechnungsrat, B
- 1929 Arthur Lessing (1889–1974), Bankbeamter, B
- 1929 Wilhelm Wtorczyk ( −1929), Solotänzer, B
- 1934 Richard Knoblauch (1867–1952), Brauereidirektor, B
- 1934 Werner Tschoepe, B
- 1934 Christoph Voigt (1863–1946), Rechnungsrat, B
- 1935 Erich Hammer (1862–1943), Bankvorsteher, B
- 1935 Eduard Brandt (1865–1948), Fabrikant, S
- 1935 Hermann Kügler (1889–1955), Studienrat, B+S
- 1935 Felix Hasselberg (1893–1945), Privatgelehrter, S
- 1935 Kurt Brockerhoff (1894− ), Bankbeamter, B
- 1937 Ernst Kaeber (1882–1961), Stadtarchivdirektor, S
- 1938 Walter Wendland (1879–1952), Pfarrer, B
- 1938 Walther von Zur Westen (1871–1948), Senatspräsident, B
- 1939 Hans Jahn (1884–1945), Studienrat, S
- 1944 Arthur Lessing (1889–1974), Bankbeamter, Schatzmeister, S
- 1944 Alfred Sachse (1869–1945), Kursmakler, B
- 1945 Max Arendt (1887–1971), Bibliotheksdirektor, B+S
- 1945 Eberhard Faden (1889–1973), Stadtarchivdirektor, B+S
- 1945 Wilhelm Schuster (1888–1971), Direktor Berliner Stadtbibliothek, B+S
- 1972 Walther G. Oschilewski (1904–1987), Schriftsteller und Journalist, Verleger, S
- 1972 Hans Pappenheim (1908–1973), Kunsthistoriker, S
- 1974 Margarete Kühn (1904–1995), Direktorin Staatl. Schlösser u. Gärten, S
- 1975 Kurt Pomplun (1910–1977), Amtsrat und Berlinforscher, S
- 1977 Karlheinz Grave, Postbeamter, Bibliothekar, S
- 1977 Ruth Koepke, Schatzmeister des Vereins, S
- 1977 H. G. Schultze-Berndt (1927–1996), Geschäftsführer, S
- 1985 Gerhard Kutzsch (1914–2000), Landesarchivdirektor, S
- 1987 Hans Schiller (1905–1988), Speditionskaufmann, S
- 1990 Günter Wollschläger (1928–2000), Werbemittler, Kunsthistoriker, S
- 1991 Ella Barowsky (1912–2007), Dipl.-Volkswirtin, Bezirksbürgermeister, S
- 1991 Ursula Besser, Publizistin, S
- 1991 Margarete Kühn (1904–1995), 2. Verleihung (siehe 1974), S
- 1994 Peter Bloch (1925–1994), Kunsthistoriker, S
- 1998 Hans-Werner Klünner (1928–1999), Berlinforscher, Angestellter, S
- 1998 Hermann Oxfort (1928–2003), Rechtsanwalt u. Notar, S
- 2000 Martin Sperlich (1919–2003), Direktor Staatl.Schlösser u. Gärten, S
- 2004 Jürgen Wetzel, Landesarchivdirektor i. R., S
- 2005 Peter P. Rohrlach (1933–2023), Bibliotheksdirektor, S[2]
- 2005 Klaus Finkelnburg Präs.des Verfassungsgerichtshofes a. D., S
- 2006 Sibylle Einholz Kunsthistorikerin, S
- 2007 Wolfgang Stapp (1927–2017), Verleger, S
- 2008 Eva Börsch-Supan Kunsthistorikerin, S
- 2008 Helmut Börsch-Supan Kunsthistoriker, Museumsleiter, S
- 2011 Gernot Ernst / Ute Laur-Ernst, Finanzwirtschaftsunternehmer / Psychologin / Autoren, S
- 2012 Henning Nause, Gebietsverkaufsleiter, Schatzmeister, S
- 2015 Martin Mende, Steueroberamtsrat, Vereinschronist und langjähriges Vorstandsmitglied, S
- 2019 Wolfgang Ribbe, Historiker und Vorsitzender der Historischen Kommission zu Berlin von 1996 bis 2009, S
- 2021 Michael Seiler, Gartendirektor der Stiftung Preußische Schlösser und Gärten Berlin-Brandenburg, S[3]
- 2023 Susanne Kähler, Professorin für Museumskunde und langjährige Herausgeberin des Der Bär von Berlin – Jahrbuch des Vereins für die Geschichte Berlins[4]
- 2023 Wolfgang Krogel, Direktor des Kirchenarchivs und langjähriger Herausgeber des Der Bär von Berlin – Jahrbuch des Vereins für die Geschichte Berlins[4]